# Pandanus ferrimontanus
Pandanus ferrimontanus är en enhjärtbladig växtart som beskrevs av Harold St.John. Pandanus ferrimontanus ingår i släktet Pandanus och familjen Pandanaceae. Inga underarter finns listade.